# Вільям Дресслер
Вільям Дресслер (1890—1969) — американський кардіолог.
Існує інформація, що Вільям Дресслер родом з Польщі, однак некролог в New York Times повідомляє, що він народився у Відні, Австрія.
У 1915 році закінчив Віденську школу медицини.
У 1938 році приїхав в Нью-Йорк, щоб працювати в Maimonides Medical Center.
Він помер у 1969 році від серцевого нападу в Брукліні.

## Здобуток
Він є автором щонайменше 60 робіт, в основному по кардіології та п'яти книг.
У 1956 році описав клінічну картину одного з ускладнень інфаркта міокарда, який отримав назву синдром Дресслера.
Також на кардіограмі є вид комплексів QRS, що отримали назву удари Дресслера.